# Aladár Valmari
Aladár Valmari (13. ledna 1922 Porvoo – 4. června 1993 Tampere) byl finský kartograf, spisovatel a umělecký kritik maďarského původu.

## Biografie
Valmari se narodil v Porvoo, působil a žil ve městě Tampere, kde pracoval jako kartograf. Na počátku 50. let 20. století patřil k takzvanému Mäkelän piiri (Mäkelä-ho kroužku), který se shromáždil okolo Mikko Mäkelä, ředitele městské knihovny v Tampere.
Valmariho ročenky – sestavené z jeho osobních poznámek – byly důležitým zdrojem pro knihu s názvem Väinö Linnan elämä (Život Väinö Linny), kterou roku 2006 napsal a vydal profesor Yrjö Varpio, ve které podrobně rozpracoval život významného finského spisovatele Väinö Linna. V těchtoto ročenkách Valmari pojednává o společně stráveném čase s Väinö Linnem a také i o společně pořádaných akcích a výstavách.
Je rovněž autorem dvou románů.

## Dílo
- Hiljainen mies (Tichý muž), román, WSOY 1957.
- Aleksi, román, WSOY 1977.